# Смешанная команда на летних Олимпийских играх 1896
Результаты спортсменов из разных стран, которые соревновались в парных видах спорта на летних Олимпийских играх 1896, были приписаны смешанной команде. На этих соревнованиях смешанные команды выиграли золотую и бронзовую медали в парном разряде по теннису. Серебряная медаль досталась команде Греции.

## Медалисты

### Золото
| Золото |                                           |                         |
| №      | Спортсмены                                | Вид спорта (дисциплина) |
| 1      | Джон Пий Боланд (GBR) Фридрих Траун (GER) | Теннис (парный разряд)  |

### Бронза
| Бронза |                                         |                         |
| №      | Спортсмены                              | Вид спорта (дисциплина) |
| 1      | Джордж Робертсон (GBR) Тедди Флэк (AUS) | Теннис (парный разряд)  |

## Результаты соревнований

### Теннис
| Соревнование  | Спортсмены                                              | Первый раунд                                                        | Полуфинал                                                         | Финал                                                                           |
| Соревнование  | Спортсмены                                              | Соперник Результат                                                  | Соперник Результат                                                | Соперник Результат                                                              |
| ------------- | ------------------------------------------------------- | ------------------------------------------------------------------- | ----------------------------------------------------------------- | ------------------------------------------------------------------------------- |
| Парный разряд | Джон Пий Боланд (GBR) Фридрих Траун (GER)               | Аристидис Акратопулос (GRE) Константинос Акратопулос (GRE) выиграли |                                                                   | Дионисиос Касдаглис (GRE) Деметриос Петрококкинос (GRE) выиграли; 5-7, 6-3, 6-3 |
| Парный разряд | Дионисиос Касдаглис (GRE) Деметриос Петрококкинос (GRE) | Константинос Паспатис (GRE) Евангелос Раллис (GRE) выиграли         | Джордж Робертсон (GBR) Тедди Флэк (AUS)                           | Джон Пий Боланд (GBR) Фридрих Траун (GER) проиграли; 7-5, 3-6, 3-6              |
| Парный разряд | Джордж Робертсон (GBR) Тедди Флэк (AUS)                 |                                                                     | Дионисиос Касдаглис (GRE) Деметриос Петрококкинос (GRE) проиграли | не прошли                                                                       |